# خلية سدوية
الخلايا السدوية (بالإنجليزية: Stromal cells)‏ هي خلايا النسيج الضام في أي عضو. على سبيل المثال، الغشاء المخاطي للرحم (بطانة الرحم) والبروستات ونخاع العظام والمبيض. هذه الخلايا تدعم وظيفة خلايا النسيج الحشوي في ذلك العضو. تعد الخلية الليفية اليافعة والخلية الحوطية من أبرز أنواع الخلايا السدوية.

## دور الخلايا السدوية
التفاعل بين الخلايا السدوية وخلايا الورم تلعب دورا في نمو وتفاقم السرطان. بالإضافة لذلك، فإن الخلايا السدوية في نخاع العظم تلعب دورا في تكون الدم والعملية الالتهابية عن طريق تنظيمها بواسطة العامل المنبه لمستعمرات البلاعم والعامل المثبط لابيضاض الدم وغيرهما.
الخلايا السدوية في طبقة الأدمة الملاصقة لطبقة البشرة تطلق عامل نمو يحفز الانقسام الخلوي. هذه العملية تحافظ على تكوين البشرة من الأسفل بينما الطبقة الخارجية العليا تنسلخ عن الجسم. هنالك أنواع معينة من سرطان الجلد (مثل سرطان الخلية القاعدية) التي لا يمكن أن تنتشر في الجسم بسبب حاجتها لخلايا سدوية قريبة لاستمرار انقسام خلايا الورم. عدم وجود عامل نمو هذه الخلايا السدوية يمنع السرطان من استهداف أعضاء أخرى في الجسم.